# Hannelore Kohl (Richterin)
Hannelore Kohl (* 19. Oktober 1948 in Frankfurt am Main) ist eine deutsche Juristin. Sie war Richterin und Senatspräsidentin am Hessischen Verwaltungsgerichtshof, Präsidentin des Oberverwaltungsgerichts Mecklenburg-Vorpommern und des Landesverfassungsgerichts Mecklenburg-Vorpommern.

## Leben
Nach ihrer Gymnasialzeit am humanistischen Lessing-Gymnasium in Frankfurt studierte Hannelore Kohl an den Universitäten Frankfurt am Main und Genf. Anschließend war sie als Juristin im Regierungspräsidium Darmstadt tätig.
Ihre Richterlaufbahn begann sie 1979 am Verwaltungsgericht Frankfurt am Main und ging später an den Hessischen Verwaltungsgerichtshof, an dem sie zuletzt als Vorsitzende Richterin einen Senat leitete.
1997 wechselte Kohl als Präsidentin an das Oberverwaltungsgericht Mecklenburg-Vorpommern, wo sie ihr Amt bis zum Eintritt in den Ruhestand Ende 2013 bekleidete. Sie war damit die erste Frau an der Spitze eines deutschen Oberverwaltungsgerichtes. In dieser Position trug sie wesentlich dazu bei, die Türen für Frauen in juristischen Spitzenämtern zu öffnen.
Vom 30. Januar 2008 bis zur Vollendung des 68. Lebensjahrs im Jahr 2016 war sie als Nachfolgerin von Gerhard Hückstädt zusätzlich Präsidentin des Landesverfassungsgerichts. In diesem Amt war sie nach der Landtagswahl 2011 immer wieder mit Klagen der NPD-Fraktion gegen vermeintliche Rechtsverstöße im Schweriner Landtag konfrontiert. Am 18. August 2011 hatte das Gericht unter dem Vorsitz von Hannelore Kohl darüber zu entscheiden, ob die umstrittene Kreisgebietsreform gegen die Rechte der Kommunen verstieß. Vier Mitglieder, darunter die Präsidentin, lehnten die Verfassungsbeschwerde ab. Drei sahen das Anliegen der Kommunen als berechtigt an.
Auf dem SPD-Parteitag 1986 in Nürnberg, auf dem auch der Atomausstieg beschlossen wurde, wurde sie erstmals in die Bundesschiedskommission der Partei gewählt; das wurde damals als ungewöhnlich beschrieben, weil ihre Bewerbung als Gegenkandidatur gegen den früheren hessischen Minister Strelitz gesehen wurde. In ihrer Position als Vorsitzende der Bundesschiedskommission der SPD war sie auch die oberste Richterin der SPD. Ihre wohl spektakulärste Entscheidung in diesem Amt war die zum Fall Wolfgang Clement 2008. Sie erreichte hier einen Kompromiss, durch den ein Ausschluss des Politikers aus der Partei vermieden werden konnte, und erhielt für ihre Fähigkeiten als Mediatorin große Anerkennung.
Hannelore Kohl blieb auch nach ihrer Pensionierung Mitherausgeberin der Zeitschrift für Öffentliches Recht in Norddeutschland.

## Ämter und Mitgliedschaften
- 1972 Eintritt in die SPD wegen Willy Brandt und dessen innenpolitischem Motto Mehr Demokratie wagen sowie seiner Ostpolitik[4]; Mitglied der Arbeitsgemeinschaft sozialdemokratischer Frauen[7]
- Von 1986 bis 2019 Mitglied der Bundesschiedskommission der SPD, zunächst als stellvertretende Vorsitzende, ab 2001 als Vorsitzende[4]
- Seit den 1990er Jahren in der Arbeitsgemeinschaft sozialdemokratischer Juristinnen und Juristen (ASJ), ab 1999 Vorsitzende des hessischen Landesverbandes[4]
- Mitglied im Vorstand der Vereinigung Gegen Vergessen – Für Demokratie
- Vorsitzende der Ehrenamtsstiftung Mecklenburg-Vorpommern
- Mitglied der Landesgruppe M-V der Deutschen Akademie für Städtebau und Landesplanung (DASL)
- Mitglied der Caspar-David-Friedrich-Gesellschaft, seit 2014 deren Vorsitzende
- Mitglied der Wolfgang-Koeppen-Gesellschaft[8]

## Auszeichnungen und Ehrungen
- 2018 Rubenow-Medaille der Universitäts- und Hansestadt Greifswald
- 2020 Landesverdienstorden, höchste Auszeichnung des Bundeslandes Mecklenburg-Vorpommern[9][10]

## Privates
Hannelore Kohls Mutter war Sportlehrerin, der Vater Sportpsychologe. In ihrer Jugend spielte die Juristin erfolgreich Basketball, unter anderem in der deutschen Juniorenauswahl, und schaffte es später sogar zu Einsätzen in der Nationalmannschaft. In ihrer Studienzeit sympathisierte sie mit der 68er-Bewegung.
Die Juristin ist unverheiratet und kinderlos. Seit 1997 wohnt sie in Greifswald.

## Veröffentlichungen (Auswahl)
- mit Rainer Stura: Die Umsetzung der Parteienbestimmung des Maastrichter Verträge. In: Franz Josef Düwell (Hrsg.): Anwalt des Rechtsstaates. Festschrift für Diether Posser zum 75. Geburtstag. Heymann Verlag, Köln und München 1997, ISBN 3452238172, S. 259–268
- Ein Frauenstudium in Umbruchzeiten – Studienjahre in Greifswald 1931 bis 1934. In: Konstanze Görres-Ohnde, Monika Nöhre, Anne-José Paulsen (Hrsg.): Die OLG-Präsidentin. BMV Berliner Wissenschafts-Verlag, Berlin 2007, S. 33–38, ISBN 978-3-8305-1444-2
- mit Kai Brodersen und Susanne Froehlich (Hgg.): "Kann ein gebildeter Mensch Politiker sein?" Konrat Ziegler an der Universität Greifswald 1923–1933. KDV, Speyer 2022. ISBN 978-3939526-49-0